# Cristianisme calcedoni
El cristianisme calcedoni és el conjunt de denominacions cristianes que segueixen les definicions cristològiques i les resolucions eclesiològiques del Concili de Calcedònia, el Quart Concili Ecumènic, celebrat el 451. Els cristians calcedonis segueixen la Definició de Calcedònia, una doctrina religiosa sobre les naturaleses divina i humana de Crist. La gran majoria de comunions i confessions cristianes del segle XXI són calcedònies, però entre els segles V i VIII no estigué gens clar que la cristologia calcedònia hagués d'esdevenir el corrent dominant.
Des d'un punt de vista doctrinal, el cristianisme calcedoni es pot considerar part del cristianisme nicè.